# Dołbniewo
Dołbniewo (biał. Даўбнёва, Daubniowa; ros. Долбнёво, Dołbniowo) – wieś na Białorusi, w obwodzie brzeskim, w rejonie kamienieckim, w sielsowiecie Ratajczyce, przy drodze republikańskiej R85.

## Historia
W XIX i w początkach XX w. wieś, majątek ziemski i uroczysko położone w Rosji, w guberni grodzieńskiej, w powiecie brzeskim, w gminie Wysokie Litewskie.
W dwudziestoleciu międzywojennym wieś i folwark leżące w Polsce, w województwie poleskim, w powiecie brzeskim, w gminie Wysokie Litewskie. W 1921 wieś i folwark liczyły łącznie 462 mieszkańców, zamieszkałych w 86 budynkach, w tym 456 Białorusinów i 6 Polaków. 448 mieszkańców było wyznania prawosławnego i 14 rzymskokatolickiego.
Po II wojnie światowej w granicach Związku Sowieckiego. Od 1991 w niepodległej Białorusi.